# Irma Boom
Pour les articles homonymes, voir Boom.
Irma Boom, née le 12 décembre 1960 à Lochem aux Pays-Bas, est une graphiste néerlandaise.

## Biographie
Irma Boom est la dernière d'une fratrie de neuf enfants. Elle fait ses études de design graphique à l'AKI à Enschede aux Pays-Bas.
Elle travaille pour la première fois en tant qu’éditrice et graphiste pour le Dutch Government Publishing and Printing Office. C’est là qu’elle se fait remarquer par Ootje Oxenaar, illustrateur des billets de banque néerlandais, qui l’invite à concevoir deux catalogues de timbres-poste, pour une édition spéciale de 1987 et 1988. Ce travail, bien que fort apprécié par Oxenaar, se voit fortement critiqué pour son rendu bien trop expérimental en comparaison avec les éditions précédentes. Cette controverse lui vaut cependant d’être reconnue mondialement en tant que designeuse graphique et surtout, conceptrice de livre. 
Après ça, Boom retourne travailler pour encore cinq années au Dutch Government Publishing and Printing Office. C’est à cette période que Paul Fenter van Vlissingen l’invite à concevoir le SHV Book, un livre qui aura alors, beaucoup de succès. 
En 1991, Irma Boom fonde le Irma Boom Office, à Amsterdam.
Elle est connue pour la conception de plus de trois cents livres et est décrite comme The Queen of Books. Son livre le plus important date de 1996, après cinq ans de travail, ce livre de 2 136 pages fut conçu pour le centenaire de la société SHV Holdings. Elle a réalisé ce livre à partir de l'étude d’archives et de la vie de la compagnie.
Boom est considérée comme la plus jeune bénéficiaire du prix Gutenberg, un prix qui récompense les contributions artistiques, techniques ou scientifiques exceptionnelles dans le domaine de l'imprimerie.
Plusieurs de ses livres sont exposés dans la collection permanente du Museum of Modern Art à New York, ainsi qu'à l'Université d'Amsterdam aux Pays-Bas.
Depuis 1993, elle dessine des timbres-poste pour la poste des Pays-Bas.

## Collections
- The Museum of Modern Art, New-York (Architecture & Design)
- Université d'Amsterdam (Special Collections of the Library of the University of Amsterdam)
- Centre national d'art et de culture Georges-Pompidou, musée national d'Art moderne, Paris (bibliothèque Kandinsky)

## Prix
Irma Boom a reçu entre 1989 et 2013 une cinquantaine de prix et de nominations:
- 1997: Rotterdam Design Prize, Honorable Mention pour "SHV-book"
- 2001: Gutenberg Prize pour œuvre (Leipzig)
- 2000: Médaille d'Or “Schönste Bücher Aller Welt”, Leipzig (cat. World Wide Video, 1998)
- 2002: Médaille d'Argent “Schönste Bücher Aller Welt”, Leipzig (cat. Rijnlands Huis, 2001)
- 2003: Médaille d'Or “Schönste Bücher Aller Welt”, Leipzig avec Kristina Brusa (Irma Boom, Gutenberg Galaxie 2, 2003)
- 2006: Golden Bee Award, Colour book 5 centuries art
- 2009: AIGA Best Book (Design and the Elastic Mind)
- 2011: AIGA Best Books, New York (Irma Boom: Biography in Books)
- 2011: D&AD, London (Irma Boom: Biography in Books)
- 2012: Amsterdam Prize pour oeuvre
- 2012: House of Orange, Médaille d'Honneur pour les Arts et les Sciences, honour of Queen Beatrix 2012 AAM Museum Publications Design Competition, First Prize (USA) (Knoll Textiles)
- 2012: Herzog & De Meuron, Architectural Book Award 2012 of the German Museum of Architecture, Frankfurt
- 2014: Johannes Vermeer Award[5]
- 2023 : prix Aurélie-Nemours[6]

## Presse
- Eye Magazine, 1994: Clarity and Contradiction
- The New York Times, 2010: A Small Book on a Big Career
- De Volkskrant, 2012: Eremedaille voor boekontwerpster Irma Boom
- Wired, 2013: A Genius of Book Design Creates a Tome With No Ink
- The New York Times, 2017: Irma Boom’s Library, Where Pure Experimentalism Is on the Shelf